# Pandalus danae
Pandalus danae är en kräftdjursart som beskrevs av William Stimpson 1857. Pandalus danae ingår i släktet Pandalus och familjen Pandalidae. Inga underarter finns listade i Catalogue of Life.